# Zlatni retriver
Zlatni retriver je FCI priznata britanska pasmina domaćih pasa.

## Podrijetlo i povijest
Lord Tweedmouth je 1865. pario žutog labrador retrivera kovrčave dlake s danas izumrlim tweed water španijelom. U razdoblju od 1865. do 1890. lord Tweedmouth je pažljivo dalje uzgajao tu liniju. Križao je još jednog tweed water španijela, dva crna retrivera, jednog irskog setera i jednog krvosljednika boje pijeska. Prvi put ga se uvodi u knjigu uzgoja Kennel Club of England 1903. uz naziv "Flat-Coated retriever".
Britanski Kennel Club 1913. priznaje zlatnog retrivera kao zasebnu pasminu i time postaje udruženje koje vodi knjigu uzgoja te pasmine. Nakon toga, pasmina u Engleskoj i SAD-u brzo postaje vrlo popularna. Početkom 1980-ih pasmina dolazi pojačano na kontinent, da bi 1990-ih doživjela pravu ekspanziju (uz sve negativne usputne pojave). Danas se zlatni retriver ubraja u najomiljenije pasmine, a prema statistici uzgoja koju vode nadležni uzgojni savezi i u najbrojniju rasu u anglosaksonskog i njemačkog govornog područja. Uz to je široko rasprostranjen u zemljama Beneluksa i Skandinavije. No, mogu se sresti i u Francuskoj, a u zadnje vrijeme u ograničenom broju i u zemljama južnim i istočnim europskim zemljama.
U zadnje vrijeme se opaža, slično kao kod labrador retrivera, podjela pasmine na dva tipa: "show type", najčešće teže građe i punije dlake, nasuprot lakšem i atletskije građenom "radnom" ili "field trial" tipu. S ovim zadnjim, na kontinentu (još?) rijetkim tipom, u Velikoj Britaniji se organiziraju velika natjecanja u donošenju predmeta (aportiranje), tako zvano field-trials.
Veće razlike u vanjskom izgledu pasa pokazuju se i između američkog i europskog tipa, iako su standardi AKCa (American Kennel Club) i britanskog KCa (Kennel Club) dijelom doslovno podudarni.

## Opis
Zlatni retriver spada u grupu srednje velikih pasa (do 61 cm, 34 kg). Tijelo je harmonično građeno pri čemu je dužina tijela od prsiju do korijena repa u odnosu prema visini u plećima oko 10:8. Muskulatura mu je snažna i ima dobro razvijene kosti što se odražava u snažnim pokretima. Rebra i prsni koš su duboki i ispupčeni, a trbuh vidno uvučen. Leđa su mu ravna i u području bokova kratka.
Dlaka zlatnog retrivera može biti glatka ili valovita ali ne kovrčava, zlatne ili boje svijetle bijele kave duža na unutrašnjoj strani prednjih nogu, dolnjem dijelu repa kao i na području grudi i trbuha. Krzno ima gust zaštitni podrast. Lični dio glave izražajno je oblikovan i ima izražen stop. Uši odnosno uške su srednje velike i smještene u visini očiju, a spuštaju se do oko kuta ustiju. Očni kapci, iris, usne i vršni dio nosa su uvijek dobro pigmentirani, a zimi je kod velikog broja pasa nos nešto bljeđi. Zlatni retriver ima snažno razvijenu, potpunu čeljust oblika škara, što znači da kod zatvorenih čeljusti red gornjih zubi prelazi s vanjske strane preko donjih.

## Namjena
Zlatni retriver prvobitno je uzgojen za lov. Koristilo ga se za donošenje ubijenih ptica (i iz vode) (engleski: to retrieve = vratiti, donijeti natrag).
Ova pasmina danas je poznata prije svega po svom uravnoteženom karakteru, dobrom podnošenju stranih ljudi kao i naročito djece. Sve retrivere odlikuje urođeno svojstvo izražene fiksiranosti na ljude tako da se uz pravilan trening može odgojiti do tako dobre poslušnosti koju mnoge druge pasmine gotovo da ne mogu doseći. Njegova takozvana "želja ugoditi" može kod promatrača izazvati utisak da vlasniku čita želje iz očiju.
Lakoća kojom ga se može voditi povezana s velikom inteligencijom i sposobnošću prilagođavanja doveli su do toga, da je zlatni retriver, uz svoju prvobitnu namjenu za lov, danas natprosječno često postao vodič slijepih i invalidnih osoba, tragač za drogom i eksplozivima kao i - ipak najviše, obiteljski pas. U slučaju kada je obiteljski pas, vrlo je važno da životinja dobije neku obavezu, zadatak koji će ga, u idealnom slučaju, zaposliti i tjelesno i intelektualno. Primjereni su športovi za pse koji su povezani s radom nosa i aportiranjem.
Ako se zadovolji njegova potreba za aktivnošću, zlatni retriver će biti neproblematični kućni pas. Potpuno je neprimjeren za trajno držanje u tijesnom prostoru. Potreban mu je neposredni kontakt s ljudima, i nije primjeren kao pas čuvar i slično. Gotovo da nije moguće naći pasminu (čak niti patuljastim pasminama) koja bi za ove zadatke bila manje primjerena od zlatnog retrivera. Jako odgovaraju kao kućni psi jer su povjerljivi, privrženi i vole djecu.